# Soukromý život rostlin
Soukromý život rostlin (v anglickém originále The Private Life Of Plants) je dokumentární cyklus televize BBC. Jde o další úspěšnou řadu přírodovědce Davida Attenborougha ze série o životě na Zemi. Celkem má cyklus 6 epizod po zhruba 50 minutách.

## Seznam dílů
1. Cestování (Travelling)
2. Růst (Growing)
3. Květy (Flowering)
4. Sociální souboje (The Social Struggle)
5. Život pospolu (Living Together)
6. Přežívání (Surviving)

## DVD
První DVD vydala společnost BBC Video v roce 1997. V Česku však zatím cyklus nevyšel.

## Kniha
Stejně, jako u mnoha jiných, i k tomuto cyklu vydal David Attenborough doprovodnou knihu. Vyšla v roce 1996 za pomocí společnosti BBC Books.